# Nguyên soái Cộng hòa Dân chủ Nhân dân Triều Tiên
- Nguyên soái Cộng hòa Dân chủ Nhân dân Triều Tiên (Choson’gul: 조선민주주의인민공화국원수; Chosŏn Minjujuŭi Inmin Konghwaguk Wonsu) là cấp bậc quân sự cao nhất của Cộng hòa Dân chủ Nhân dân Triều Tiên, giữ vai trò Tổng thống lĩnh về chính trị, quân sự, luôn do Lãnh tụ tối cao nắm giữ. Cấp bậc này về mặt quân sự xếp trên cấp bậc Nguyên soái Quân đội Nhân dân Triều Tiên, vốn chỉ có thẩm quyền quân sự.

Cấp bậc Nguyên soái Cộng hòa Dân chủ Nhân dân Triều Tiên được phân thành 2 cấp bậc riêng biệt là Đại nguyên soái (대원수, Tae Wonsu) và Nguyên soái nước Cộng hòa (공화국원수, Konghwaguk Wonsu, còn gọi là Nguyên soái Nhà nước). Cấp bậc Đại nguyên soái mới chỉ được phong và truy phong cho 2 cố lãnh đạo Triều Tiên Kim Il-sung và Kim Jong-il. Cấp bậc Nguyên soái nước Cộng hòa hiện tại chỉ do đương kim lãnh đạo Kim Jong-un nắm giữ.

## Lịch sử
Hệ thống cấp bậc quân hàm của Quân đội Nhân dân Triều Tiên được thành lập ngày 8 tháng 2 năm 1948, tham chiếu hầu như hoàn toàn hệ thống quân hàm của Hồng quân Liên Xô, có bổ sung thêm, gồm 5 nhóm với 18 bậc quân hàm nhưng không đặt quân hàm cấp soái. Đến tháng 2 năm 1953, mới đặt thêm 2 cấp quân hàm là Nguyên soái và Thứ soái (còn gọi là Phó nguyên soái). Cấp bậc Nguyên soái Cộng hòa Dân chủ Nhân dân Triều Tiên (Chosŏn Minjujuŭi Inmin Konghwaguk Wonsu) phong cho Kim Nhật Thành với vị thế thống soái các lực lượng vũ trang giống như Đại Nguyên soái Stalin của Liên Xô. Cấp bậc Thứ soái (Ch'asu) phong cho Bộ trưởng Quốc phòng Choi Yong-kun, tương đương với cấp bậc Nguyên soái Liên Xô. 

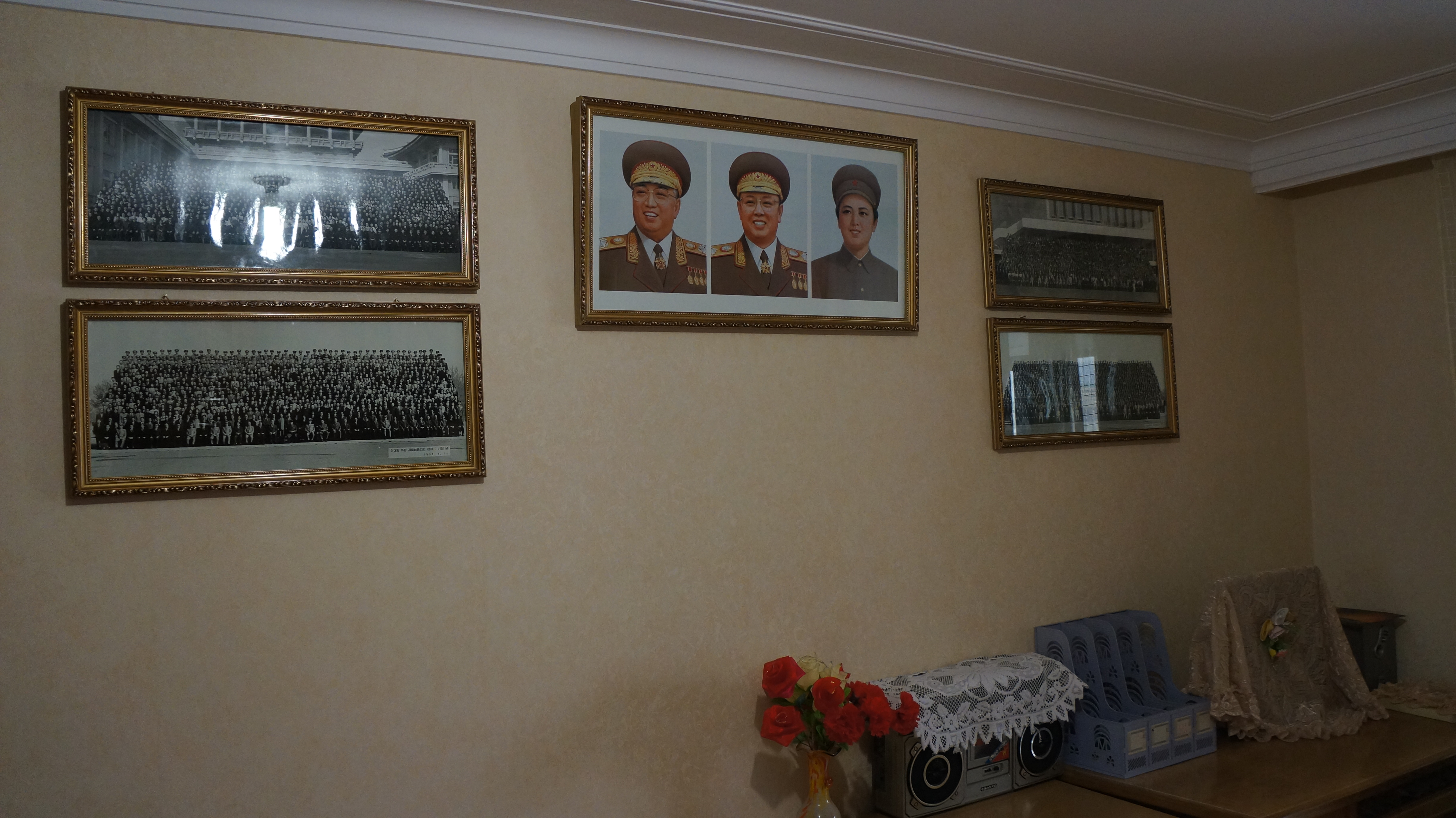
Bức ảnh Kim Il-sung, Kim Jong-il và Kim Jong-suk. Trong ảnh có họa Kim Il-sung với cấp hiệu Đại nguyên soái và Kim Jong-il với cấp hiệu Nguyên soái nhà nước.

Năm 1992, nhân dịp sinh nhật 80 tuổi của Kim Nhật Thành, cấp bậc Đại nguyên soái được đặt ra để tôn phong cho ông. Đồng thời con trai ông, Kim Chính Nhật, cũng được tôn phong lên bậc Nguyên soái nhà nước. Bộ trưởng Quốc phòng bấy giờ là O Chin-u cũng được tôn lên cấp bậc Nguyên soái, nhưng phân biệt với danh xưng Nguyên soái Quân đội Nhân dân Triều Tiên (Chosŏn Inmin'gun Wonsu).
Sau khi Kim Jong-il qua đời, quyền lực được trao cho người kế vị là con trai ông, Kim Jong-un, một Đại tướng mới được phong hơn 1 năm trước. Ông được Kim Jong-un truy phong lên bậc Đại nguyên soái vào tháng 2 năm 2012. Vào tháng 7 năm 2012, Kim Jong-un được tôn phong cấp bậc Nguyên soái nhà nước, chính thức hóa vai trò tổng thống lĩnh với những quyền lực tối cao về cả về chính trị lẫn quân sự.

## Hình ảnh

Cấp hiệu Đại nguyên soái
Cấp hiệu Nguyên soái nước CHDCND Triều Tiên
Cấp hiệu Nguyên soái toàn quân
Cấp hiệu Phó nguyên soái
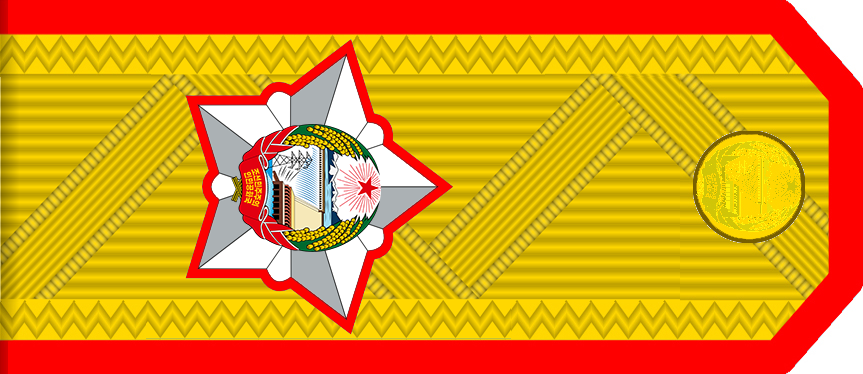
Cấp hiệu Nguyên soái nhà nước 1953-1998
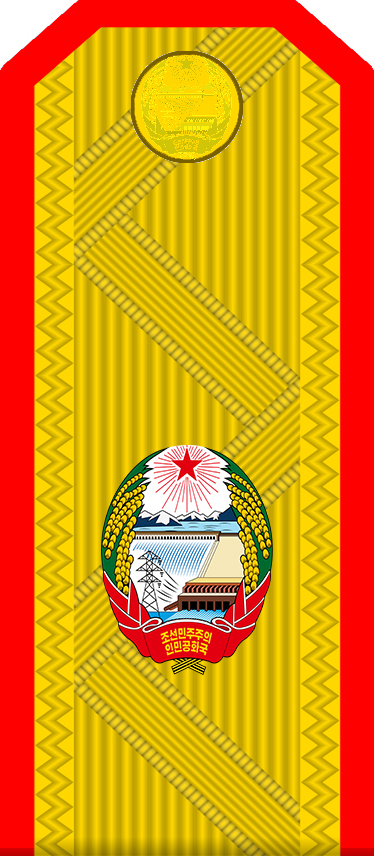
Cấp hiệu Thứ soái 1953-1998
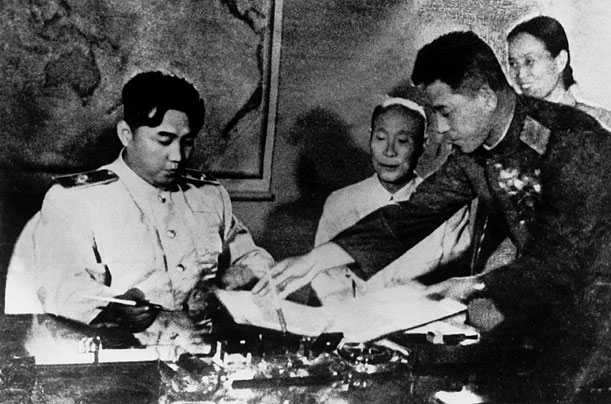
Kim Nhật Thành trong quân phục với cấp hiệu Nguyên soái nhà nước tháng 7, 1953.